# Distrikt Tambunan
Der Distrikt Tambunan ist ein Verwaltungsbezirk im malaysischen Bundesstaat Sabah. Verwaltungssitz ist die Stadt Tambunan. Der Distrikt ist Teil des Gebietes Interior Division, zu dem die Distrikte Beaufort, Keningau, Kuala Penyu, Nabawan, Sipitang, Tambunan und Tenom gehören.

## Demographie

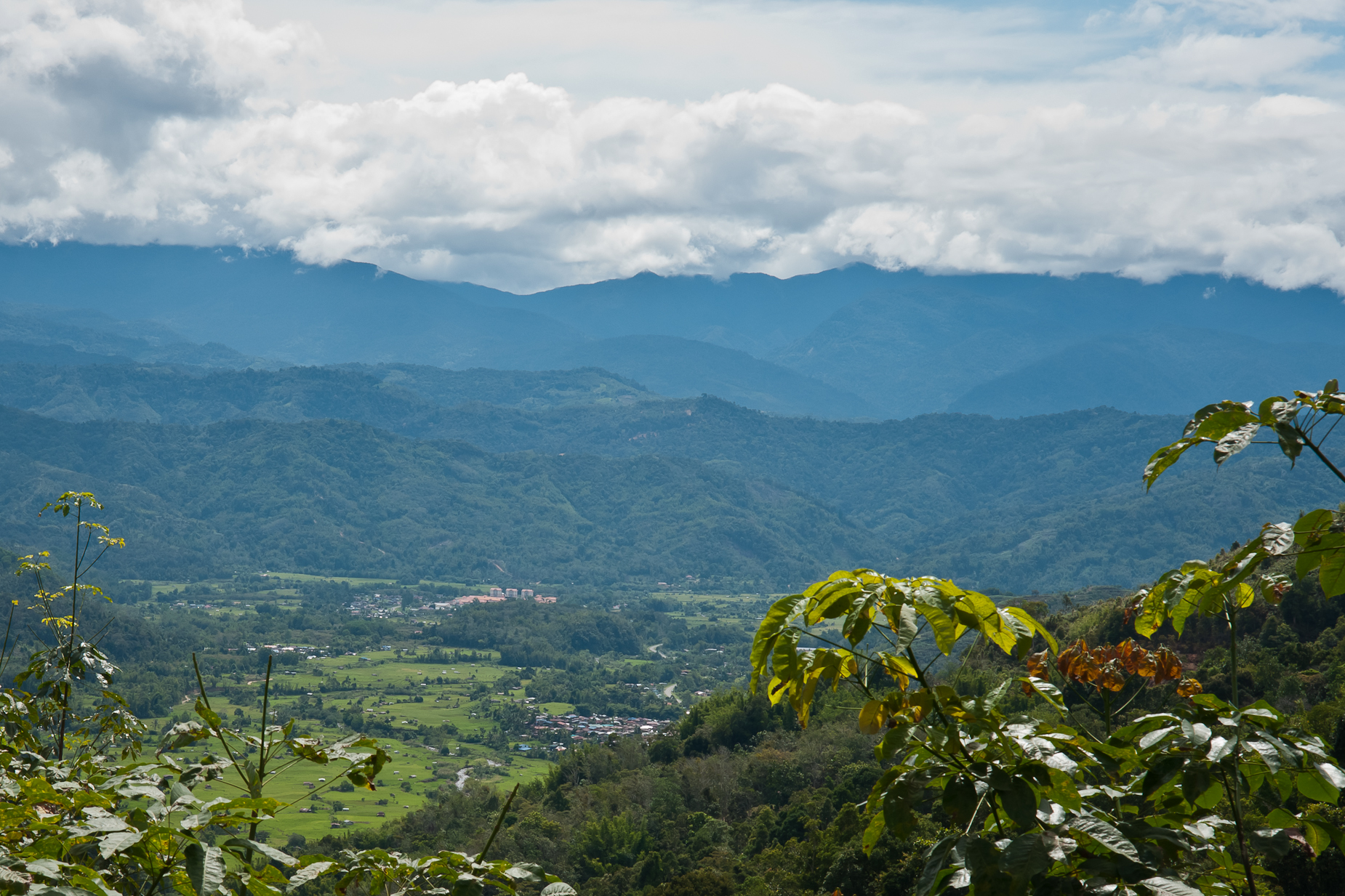
Kampung Sunsuron, nördlich von Tambunan

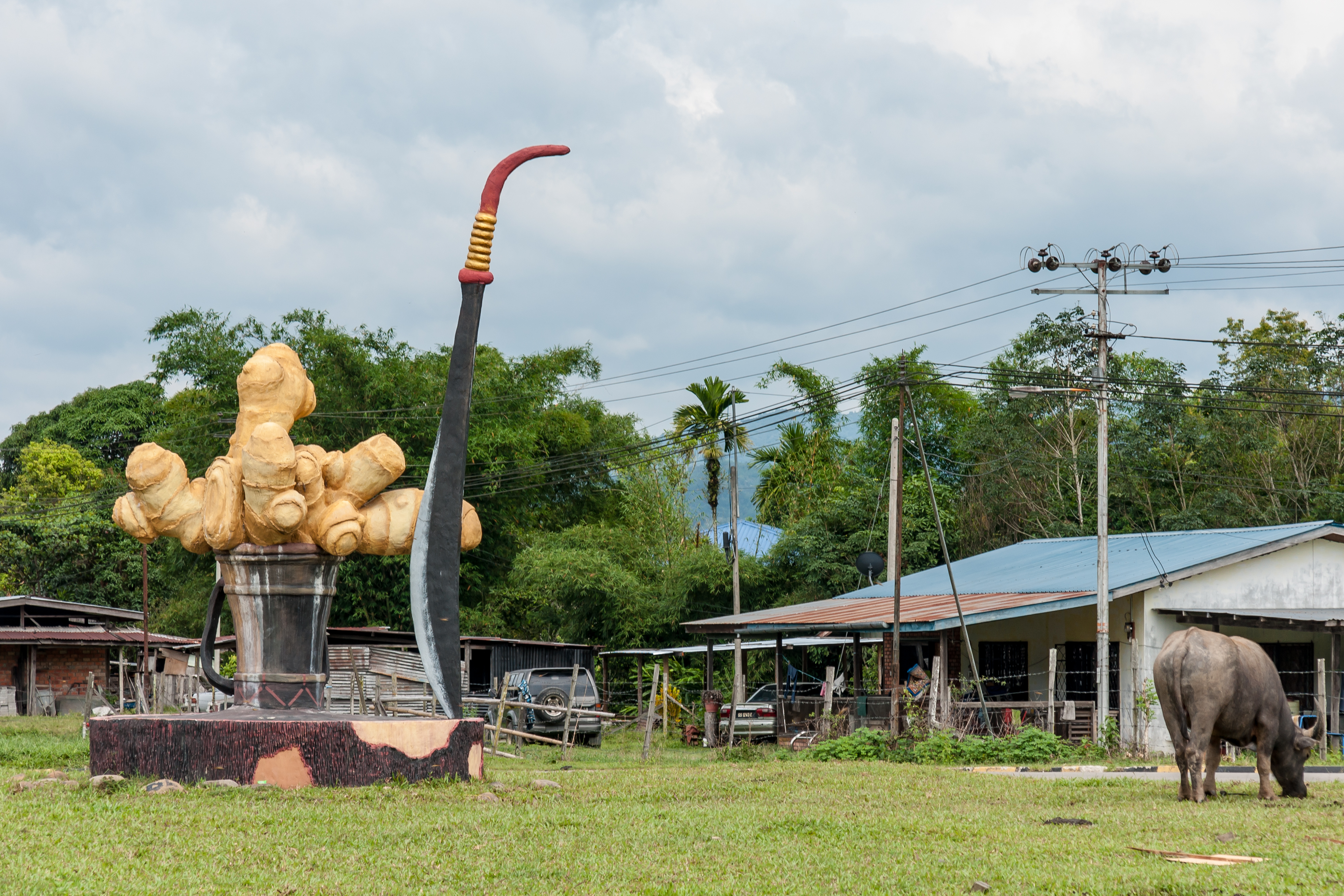
Symbole des Distrikts:Ingwerwurzel als Symbol für die landwirtschaftliche Orientierung und Kris als Hinweis auf die historische Rolle in der Mat-Salleh-Rebellion

Tambunan hat 31.573 Einwohner (Stand: 2020). Die Bevölkerung des Distrikts betrug laut der letzten Volkszählung 35.667 Einwohner (Stand: Zensus 2010). Der Distrikt Tambunan wird hauptsächlich von der indigenen Gruppe der Kadazan-Dusun (86 %) bevölkert, der Rest der Einwohner setzt sich aus Malaien, Chinesen und anderen indigenen Gruppen Sabahs zusammen.

## Verwaltungssitz
Verwaltungssitz des Distrikts ist die Stadt Tambunan.

## Gliederung des Districts
Tambunan ist in 13 Kampung aufgeteilt:
1. Kampung Sunsuron
2. Kampung Kinabaan
3. Kampung Tontolob
4. Kampung Pantai
5. Kampung Kipaku
6. Kampung Kepayan Baru
7. Kampung Kepayan Lama
8. Kampung Tombotuon
9. Kampung Tibabar
10. Kampung Botung
11. Kampung Tampasak Liwan
12. Kampung Tonop
13. Kampung Kirokot